# 多田隈建二郎
多田隈 建二郎（ただくま　けんじろう、1979年(昭和54年)1月29日 ‐ ）は、日本のロボット研究者。博士（工学）（東京工業大学）。ロボット業界で早くから頭角を現し、多くの独創的な全方向移動機構やロボットハンド、ロボット機構を開発。実兄の多田隈理一郎と共同で研究開発することも多く、「日本ロボット界のライト兄弟」と紹介されることもある。2024年現在、大阪大学大学院基礎工学研究科 教授。
大学院修了後はマサチューセッツ工科大学や東北大学の研究員、電気通信大学や大阪大学の助教を経て、2015年より東北大学大学院情報科学研究科 応用情報技術論講座 人間-ロボット情報学分野 准教授、同大学タフ・サイバーフィジカルAI研究センター准教授を歴任。独創性を拓く先端技術大賞 特別賞、競基弘賞 学術業績賞、科学技術分野の文部科学大臣表彰 若手科学者賞、日本機械学会ロボティクス・メカトロニクス部門技術業績賞などを受賞した。

## 来歴・人物

### 幼少期
熊本県出身。阿蘇のふもとで育つ。ゾイドが好きで、子供の頃は漫画家になりたかった。お気に入りの漫画家は、「童夢」「AKIRA」などを代表作に持つ大友克洋。中学生の頃に見たテレビ番組「スペースエイジ」がきっかけで、移動ロボットに興味を持つ。夢は火星に自分の作ったローバーと一緒に着地すること。父親が工業高校の教師で、生徒向けに大学の研究を紹介する為のビデオを父親が持っており、それらが子供部屋に転がっていた。その時に面白いと思った研究が、広瀬茂男教授の研究だった。子供時代にそれらのビデオを共に見た兄の多田隈理一郎も同じロボット研究者の道に進む。

### 学生時代
東京理科大学を卒業し、大学院修士課程から東京工業大学の広瀬茂男研究室に入る。兄理一郎が研究していた全方向移動車両『VmaxCarrier』を引き継ぎ、段差走破性を持たせた『VmaxCarrier2』を開発する。博士後期課程では21世紀COEのプロジェクトを兼ねて水平多関節式の展開型惑星ローバー『Tri-Star-III』の研究を行うとともに、東京工業大学機械系21世紀COEコースや早稲田大学など他大学のロボット系COEとの交流活動、西安交通大学と東京工業大学との合同ワークショップなど、様々な経験を積む。これら『Vmax-Carrier』と『Tri-Star-Ⅲ』の成果を「オフセット式車輪を持つ不整地全方向移動機構」として再構築し、博士論文にまとめる。
この間、球状の車輪機構『Omni-Ball』を開発する。また、約1年半にわたる米国ボストンでの留学生活では、弟の建二郎がMITで、兄の理一郎がハーバード大学で研究を行い、子供時代さながらに、2つの大学の中間地点にある同じアパートの部屋をルームシェアして過ごす。MITで客員研究員をしていた頃は博士論文の執筆時期と重なり、厳しいスケジュールだった。研究室での仕事もあり、日中は大学に行き、それ以外の時間は家にこもってずっと論文を書いていた。

### 研究員・助教時代
東北大学の研究員、電気通信大学助教を経て、2009年より大阪大学機械工学専攻金子・東森研究室の助教に就任。球状全方向車輪や円形断面クローラ、包み込み式なじみグリッパなど、全方向移動機構や全方向駆動機構、ロボットの要素技術などについて多くの研究開発や発明を行うとともに、全方向の機構が持つ位相に着目した理論的検討も実施。永久磁石を使用しながらも引きはがし力の小さい「IBM車輪」や、医工連携研究として細胞シートを取り扱う器具も開発した。
この間、2009年には競基弘賞 学術業績賞を、2012年には平成23年度 科学技術分野の文部科学大臣表彰 若手科学者賞を受賞。また、2014年にははやぶさ2に搭載された小型着地ロボット「MINERVA-II2」の開発に参加。同機は東北大や山形大など大学コンソーシアムとして製作されたもので、多田隈は大須賀公一とともに跳躍機構を担当した。

### 東北大学准教授時代
2015年5月より東北大学大学院情報科学研究科准教授。田所諭の応用情報技術論講座 人間-ロボット情報学分野の中で、多田隈研究室を開設する。2016年の総務省「異能vationプログラム」では遠藤謙らとともに多田隈も採択。多田隈は薬のカプセルのような全周開張式円状断面トーラス型ロボットを体内に飲み込んで推進させる「可食ロボティクス」を提案した。
また、革新的研究開発推進プログラム「タフ・ロボティクス・チャレンジ」（ImPACT-TRC）太索状分科会にも参画した。「全方向受動湾曲機構」や、面状全方向クローラ移動体『Omni-Board』や、ジャミング転移を利用したハンド、球殻構造を四方に配置したドローンなども開発する（#Omni-Boardや#1次元ジャミング転移機構、#球殻ドローン、参照）。耐切創性を持つロボットハンド『Omni-Gripper』で第8回ロボット大賞を受賞した。同年より、新学術領域研究「ソフトロボット学」にも参画している。
さらに、「タフ・ロボティクス・チャレンジ」では京都大学の松野文俊の研究室とも連携しており、同研究室のレスキューロボット「FUHGA2」に多田隈が開発したグリッパーが搭載された。一方で電気通信大学の田中基康らのヘビ型ロボット「T2 Snake-3」や「T2 Snake-4」にも、多田隈の開発したグリッパーが搭載されている。
2018年のWorld Robot Summit「災害対応標準性能評価チャレンジ(Standard Disaster Robotics Challenge)」では京都大学との合同チーム「SHINOBI」で1位を獲得し、翌年のRoboCup2019世界大会レスキューロボットリーグでも「SHINOBI」が総合1位と「Best in Class Dexterity」を受賞した。2019年度から田所諭をセンター長とする東北大学タフ・サイバーフィジカルAI研究センターが設立されており、多田隈は2020年度から同センター所属の准教授となる（同センターではフィジカル研究部門の所属）。

### 大阪大学教授時代
2024年4月から大阪大学大学院基礎工学研究科 教授。大学院はシステム創成専攻で、システム理論講座 ロボット機構学グループを担当。学部は基礎工学部システム科学科知能システムコースで、研究室はシステム理論講座 適応ロボット学グループを担当。

## 全方向移動機構

### VmaxCarrier2
。

### Tri-Star III
多田隈が東京工業大学の広瀬茂男のもとで開発した惑星ローバー。で、脚の先端に車輪が付いている。脚は水平多関節状になっており、収納時は折りたたんだ状態にできる。使用された機械要素に対して広瀬茂雄とともに特許出願もなされ、東京工業大学により特許が取得されている

### Omni-Ball、Tetra Rover
向い合せた半球状の車輪を受動回転軸で結合し、この結合部分に車輪の軸に直行する能動回転軸を持たせた『Omni-Ball』を開発した。高い段差乗り越え能力を持つ全方向車輪として使用でき、半球の極で生じる特異点については小型の受動輪を持たせて対処している。四面体の頂点に取り付けると『Tetra Rover』となり、どのような向きに着地しても全方向移動が可能になる（#外部リンクの動画も参照）。

### Omni-Crawler
オムニクローラ
円形断面を持つ、極めて独創的なクローラであり、従来のクローラ機構には無い全方向移動機能を備え、かつ高い段差踏破能力を有している。惑星探査ローバやロボットハンドなどの機構に応用され、世界的に高い評価を受けて、数多くの学術賞を受賞している。
また、「イノベーションジャパン2011」や「2011国際ロボット展」のような展示会場で、数多くのデモンストレーションを行っている。その独特の動作から世界的に大きな反響を呼び、YouTubeなどの動画サイトで紹介されている（#外部リンクの動画も参照）。
2016年には国立研究開発法人海洋研究開発機構(JAMSTEC)の海底作業遠隔操作無人機の移動機構に採用され、2017年10月にはトピー工業が製品化を発表。さらに同年11月には、同社と竹中工務店、岡谷鋼機が共同で、建設現場で使用する全方向移動クローラー型搬送支援ロボットを開発した
円形断面型クローラ
スクリュー式作動歯車機構を用い、回転可能な円筒部分に配置した履帯部分も駆動できる全方向移動型のクローラ。前後・左右・斜め方向に駆動でき、視覚障碍者向けの点字ブロックや絨毯の上で安定した走行を実現した。

### Omni-Board
「面状全方向クローラ移動体」とも呼ばれ、進行方向のクローラの面上に横方向のクローラが配置されている。前後、斜めに動くことができ、面で設置するため耐荷重も大きい。「ImPACT-TRC」や文部科学省の原子力関係の事業の一環で実施された。

## ロボットハンド

### Omni-Gripper
固体・液相の相変化を利用するもの
低溶融合金における液体と固体の状態変化を利用したユニークな機構で、『全方向包み込み式なじみグリッパ機構』、『Omni-Gripper』の名称がある。また、移動体としての応用も研究されており、こちらは『MR-Hot-Ice』の名称を持つ（#外部リンクの動画も参照）。
紛体のジャミング転移を利用するもの
紛体が液体のような状態から個体に遷移する現象をジャミング転移と呼び、多田隈は挽いた状態のコーヒー豆を用いた紛体ジャミング転移機構によるハンドを開発。耐切創性ロボットハンドも制作し、各種レスキューロボットにも搭載された。三層構造で柔軟性を高めたこと、袋膜が刃物やがれきに対する耐性を持つことに特徴があり、研究室として2018年の第8回ロボット大賞で文部科学大臣賞を受賞している。

### 1次元ジャミング転移機構
多田隈は紛体式のジャミング転移機構をさらに発展させ、数珠状の部品をワイヤーでつなげ、ワイヤーの引きで可動状態と固着状態を遷移させる線状ジャミング転移機構も開発した。
さらに上記ジャミング転移機構を指に応用し、極限作業用のロボットハンドを製作。タフ・ロボティクス・チャレンジの一環として開発され、火炎の中にハンドを入れて物体を把持できることを実証した。

## その他

### Omni-Gear
。

### IBM車輪
IBM（IBマグネット、Internally Balanced Magnetic unit）は「内部力補償型磁気吸着ユニット」とも呼ばれ、永久磁石を引きはがす際にバネの力を利用して小さい力ではがせるようにしたもの。広瀬茂男や梅谷陽二によって1980年代に開発された。多田隈はこれを応用し、磁気力内部補償による車輪『IBM車輪』を開発した。

### 全方向駆動車輪
。

### 球殻ドローン
東北大学の田所研究室では、岡田佳都らによって球殻ヘリという壁に接触可能なドローンを開発していた（これを球殻ドローンと呼ぶ場合もある）。多田隈は岡田とともにこれを改良し、4つのローターの周囲に回転可能な球殻を配置。壁や地面にローターが衝突せず、球殻を回転させながら走行することも可能な「球殻ドローン」を開発した。

### スクリュー式作動歯車機構
ウォームギヤを併用した差動歯車機構で、2019年に発表された円形断面クローラに応用された。

## 履歴

### 略歴
- 2002年3月 - 東京理科大学工学部機械工学科 卒業[31]
- 2004年3月 - 東京工業大学大学院理工学研究科 機械宇宙工学システム専攻修士課程 修了[2]
- 2007年3月 - 東京工業大学大学院理工学研究科 機械宇宙工学システム専攻博士後期課程および機械系21世紀COEプロジェクトリーダーコース修了[35]、博士（工学）[5]
この間、マサチューセッツ工科大学(MIT) に滞在（2006年9月- 客員研究員[2]、2007年4月- Postdoctoral Associate[106]）
- 2008年1月 - 東北大学大学院 工学研究科 航空宇宙工学専攻 産学連携研究員[106]
- 2008年4月 - 電気通信大学 知能機械工学科 助教[107]
- 2009年8月 - 大阪大学大学院 工学研究科 機械工学専攻 助教[107]
- 2015年5月 - 東北大学大学院 情報科学研究科 准教授[22]
- 2020年 - 東北大学タフ・サイバーフィジカルAI研究センター 准教授[23][24]
- 2024年4月 - 大阪大学大学院 基礎工学研究科 教授[19][20]

### 主な受賞歴
（学会関係）
- 日本機械学会
  - 2002年 - 畠山賞[注釈 7][31]
  - 2020年 - ロボティクス・メカトロニクス部門 技術業績賞「移動やハンドリングなどに関する革新的なメカニズムの開発に関する技術開発」[16]
  - その他、ロボティクス・メカトロニクス部門 部門賞 - Robomec2004 優秀講演ノミネーション[109]、2009年度 ROBOMEC表彰[注釈 8][110]、2008年度 研究奨励賞[111]平成27年度ロボティクス・メカトロニクス部門一般表彰（ベストプレゼンテーション賞）[101]、2018年度 ROBOMECH表彰[注釈 9][112]、2020年度ROBOMECH表彰[注釈 10][16]

- 日本ロボット学会 - 第23回研究奨励賞[113]

- 計測自動制御学会 - SI2008 優秀講演賞[114]、平成21年度 関西支部奨励賞、2013年度 論文賞・蓮沼賞[注釈 11]、2014年度 部門若手奨励賞[注釈 12]

- 日本IFToMM会議 - 2008年 第14回日本IFToMM会議シンポジウム「Young Investigator Fund」Best Paper Award[84][注釈 13]

- IEEE - IEEE Tokyo Young Researchers Workshop 2005 優秀賞[114]、Robotics and Automation Society Japan Chapter Young Award（IROS2006）[114]、IROS2007 Best Paper Award Finalist[117]、ICMA2008 Best Paper Award[117]、2011年 Best Paper Award[注釈 14]、Best Paper Award on Mechanisms and Design（ICRA2019）[119][注釈 15]

- 2006年 - 1st prize Film Award（2006 Material Research Society Fall Meeting (Boston, October 2006)[114][注釈 16]

（その他）
- 2006年 - 第20回独創性を拓く先端技術大賞 特別賞[26][注釈 17]
- 2009年 - 第五回 競基弘賞 学術業績賞[27][注釈 18]
- 2012年 - 平成23年度 科学技術分野の文部科学大臣表彰 若手科学者賞[注釈 19]
- 2016年 - 総務省「異能vationプログラム」採択[15][53][注釈 20]
- 2016年 - FA財団 平成28年度論文賞受賞[120][注釈 21]
- 2018年 - 経済産業省 第8回ロボット大賞「文部科学大臣賞」[60][注釈 22]
- 2018年 - World Robot Summit「災害対応標準性能評価チャレンジ(Standard Disaster Robotics Challenge)」1位（チーム「SHINOBI」として）[70]
- 2019年 - 第2回東京理科大学物理学園賞[32]
- 2020年 - みやぎ産業科学振興基金 研究奨励賞「球状構造を技術核とした全方向移動・駆動ロボット機構の研究」[25]
- 2021年 - 第18回日本学術振興会賞「球状構造を技術核とした全方向駆動ロボット機構の研究開発」[121]
- 2022年 - 第54回市村学術賞貢献賞[122]

### 社会的活動
- 日本機械学会 - 連載講座『ブレークスルーの原点』編集委員[123]
- 日本ロボット学会 - 会誌編集委員会委員[124]
- 計測自動制御学会[13]
- 日本設計工学会[13]
- IEEE[13]

## 主な著作

### 学位論文
- 『オフセット車輪を用いた不整地全方向移動車両の開発』東京工業大学〈博士論文(甲第6811号)〉、2007年3月、NAID 500000404192。

### 解説
（単著）
- 「水平多関節式展開型3輪惑星探査ローバ｢Tri-StarⅢ｣の開発」（レポート）、(PDF)独創性を拓く先端技術大賞。2019年10月20日閲覧。
- 「全方向移動・駆動機構」『日本ロボット学会誌』第29巻第6号、2011年7月、 516-519頁。
- 「全方向移動・駆動の機巧」『日本ロボット学会誌』第32巻第4号、2014年7月、 354-357頁。
- 「包み込み式グリッパ機構の原理および具現化」『日本ロボット学会誌』第35巻第1号、2017年、 36-39頁。
- 「トーラス型移動機構から柔軟グリッパ機構に至るまでの実際」『計測と制御』第58巻第10号、2019年、802-805頁。

（共著）
- 「先端ロボット開発を核とした創造技術の革新 ― 東京工業大学 21世紀COEプログラム ―」『日本ロボット学会誌』第25巻第3号、2007年4月、 343-345頁。広瀬茂男との共著。
- 「東京工業大学広瀬研究室における探査ローバの開発」『日本ロボット学会誌』第32巻第5号、2014年、426-430頁。広瀬茂男、青木岳史、河上篤史との共著。
- 「ロボット機構の試作における3次元造形機の活用事例と抽出的コツ」『システム・制御・情報』第59巻第8号、2015年8月、 296-300頁。津田和俊との共著。
- 「ImPACT TRC太索状ロボットの研究開発の現状と展望」『日本ロボット学会誌』第35巻第10号、2017年、720-726頁[注釈 23]。
- 「ソフトロボット機構における温故知新」『計測と制御』第58巻第10号、2019年、743-744頁。鈴森康一との共著。
- 「安心・快適性を創出するRobotic Nimbus」『計測と制御』第63巻第5号、2024年、287-292頁。

## 出演
- ガリレオX - 第154回「ロボット技術で人命を救え 次世代レスキューロボットへの挑戦」（BSフジ、2017年8月13日、11:30 - 12:00）[125]
- ニュースモーニングサテライト「災害救援ロボの実力」（テレビ東京、2018年9月19日、5:45 - 7:05）[69]
- モーニングショー「羽鳥が現場へ直行！聞きトリ」（テレビ朝日、2019年11月26日、8:00 - ）[126]